# Remo Staubli
Remo Staubli (New York, Estados Unidos, 7 de octubre de 1988) es un futbolista suizo-estadounidense. Juega de centrocampista y su actual equipo es el FC Lugano de la Challenge League de Suiza.

## Clubes
| Club            | País  | Año       |
| --------------- | ----- | --------- |
| FC Zürich       | Suiza | 2002-2009 |
| FC Schaffhausen | Suiza | 2009-2010 |
| FC Lugano       | Suiza | 2010-     |